# マシューせんせい 〜ゆかいなヒルトップ病院〜
『マシューせんせい 〜ゆかいなヒルトップ病院〜』（Hilltop Hospital、フランス語：Hôpital Hilltop、ドイツ語：Klinik Hügelheim）は、クレイアニメーションによる児童向け番組。
1999年に全52話で放送された。日本では2005年4月4日からカートゥーン ネットワークで放送された、2007年5月6日からスペース・トゥーンのシリーズの監督はPascal Le Nôtre。原作はNicholas Allan による同じ原題の絵本。このアニメは、多くの動物たちが医療スタッフとして働く病院に、動物の患者が来るという内容になっている。 
ゲストキャストには「カメのおばあちゃんの最後のしごと」にグレーシー役で出演したDame Thora Hird などがいる。

## 登場人物

### 病院関係者
マシュー先生(Dr. Matthews)
声 - ケヴィン・フェイトリー/日本語版 - 平田広明
犬の小児科医。サリーに惚れている。
キティ（Nurse Kitty）
声 - サリー・アン・マシュー/かないみか
ネコの看護師。マシュー先生に惚れているが本人には気付いてもらえない。
サリー(Surgeon Sally)
声 - セリア・イムリー/唐沢潤
カバの外科医。仕事中毒で恋愛面においてマシュー先生にかまってやれない。
テッド兄弟(the two Teds)
声 - Paul Shane/長嶝高士
一卵性双生児の救急隊員であるくま。
アティクス先生(Dr. Atticus)
声 -ブライアン・マーフィー/仲野裕
亀の麻酔医。よく寝る。
クレア(Clare the lab rat)
声 - Julie Higginson/青山桐子
技術の提供やラボのサービスを病院に与えるネズミの研究員。
アーサー(Arthur the lab rat)
声 - Jonathon Kydd/勝杏里
クレアと同じく研究員。
フィリシティ
声 - 雨蘭咲木子
コアラのカウンセラー。

### 患者
バーチュー
声 - 小林由美子
象の少年。ナッツアレルギー。
ルビィ
声 - 秋葉好美
コウモリ。
ティファニー
声 - 秋葉好美
ハリネズミ。事故でたった一人の肉親である母親を失った。
キャスパー
声 - 秋葉好美
赤ちゃん牛。
ピーター
声 - 秋葉好美
ライオン
声 - 魚建
シリル
声 - 魚建
ムカデ。ミスター・ストライカーの異名を持つサッカー選手で、病院のサッカーチームのコーチをしている。
ティミー
声 - 鈴木紀子
シャープホーン夫人
声 - 鈴木紀子
キャスパーの母親。
ビバリー
声 - 小林由美子
ハチ。花が好きだが花粉症なのが悩みの種。
グレーシー(Gracey Greyshell )
声 - Dame Thora Hird /鈴木紀子
140歳の老婆亀。元看護師。

## 日本語版製作スタッフ
- プロデュース - 後藤圭介、岡田由里子
- 演出 - 田島荘三（1、8、29話のみ）、鍛治谷功
- 翻訳 - 古瀬由紀子、桜井文、伊藤里香
- 調製 - 安倍康幸
- 制作 - カプコン セルピューターレーベル、ギャガ・コミュニケーションズ、ブロードメディア・スタジオ

## サブタイトル
- ゾウのバーチュー、お兄ちゃんになる！ The Big Event
- ハートはドキドキ、バレンタイン Heart Trouble
- コウモリのルビィに愛の手を The Blood Bank
- アティクスせんせいのおひるね Rag Week at Hilltop
- イースターとダチョウの赤ちゃん Easter Bunnie
- ムカデのシリルは名コーチ The Big Match
- カメのおばあちゃんの最後のしごと Gracey Greyshell's Last Day
- 勇気を出して！カモのデレク Fire Alert
- マシューせんせいのバースデイ Happy Birthday Dr Matthews
- 三匹の子ブタとさみしがりやのオオカミ Mystery Illness
- マシューせんせい、DJデビュー！? Radio Hilltop
- キティ、女優デビュー！? Nurse Kitty's a Star
- ウサギのティミーのお化け退治 The Ghost of Hilltop
- キティの暗やみでドッキリ！ Blind as a Bat
- 子ウシのキャスパーの一大事！ Accidents Will Happen
- 宇宙のヒーローはおともだち Lift-off at Hilltop
- ヒルトップのウエディング A Perfect Wedding
- ハチのビバリーは花粉症? Flower Power
- ヒルトップのスペシャル・メニュー A Dog's Dinner
- ウサギのティミーはスタント志望 Weasel Kneasel
- ゾウのバーチュー、大ピンチ！ Mouth to Mouth
- プチ整形でかっこよくなりたい！? All Creatures Great and Small
- ケムシのカサンドラ、蝶になる Butterflies in my Stomach
- クマのテッド兄弟の大事件 The Bear who wouldn't share
- ヒルトップのトレーニング大作戦 Press-up and Bunny-hops
- パメラのじまんの髪のヒミツ Pamela's Secret
- キリンのジェリーと秘密のベッド Secret Beds
- マシューせんせいとお兄さん Saving your Bacon
- ゾウのバーチュー、歯がぐらぐら Teething Trouble
- 子ウシのキャスパーのステキな声 C C Caspar
- ヒルトップのクリスマス Smoke Gets in your eyes
- オネショ坊やのマーティンを救え！ Wee Trouble
- ハリネズミのヘンリーはとまらない！ The Hyper Hedgehog
- 子ヒツジのリディアと仮装パーティー Lazy Eye
- オットセイのサミーとヒルトップ・サーカス Laughter is the best medicine
- いじめっ子ビリーに負けるな！ Bully for you
- 暑くてクラクラ、真夏のヒルトップ Hot and Bothered
- かゆみのもとを退治しろ！ Nits
- ヒルトップはねむらない Nightmare at Hilltop
- 子ザルのマーティンは絵の天才！？ A good sketch
- ゾウのバーチユーのおばあちゃん Fond memory
- シートベルトはわすれずに！ Safety First
- モグラのモリスの病気の理由 Testing Time
- ネズミのユースタシアの耳 Earache
- ナイショ！カバのルーシーのヒミツ Larger than Life
- わらって！子ウマのヘイリー Smile
- サルのダニーのかくれた才能 New talent
- ヘビのシェイマスはお肌が悩み Skin Deep
- タコのエミリー夫人の出産 extra pair of hands
- ハリネズミのテイファニーの本心 The blues
- ゆずりあうことってステキだね Siamese Twins
- シロクマのピーターをあっためろ！ Cold feet